# Idurre Bideguren
Idurre Bideguren Gabantxo (Bermeo, Vizcaya, 26 de julio de 1979) es una política y economista española.

## Biografía
Nacida en Bermeo, Idurre es licenciada en economía, máster en integración económica por la Universidad del País Vasco. También es diplomada experta en gobierno y dirección ejecutiva en entidades locales.
Ha sido elegida concejal y posteriormente, alcaldesa de Bermeo, de 2011 a 2019.
En mayo de 2019 fue designada senadora por el Parlamento Vasco. Fue cesada como senadora en septiembre de 2024.